# Fabrizio Barbazza
Fabrizio Barbazza (n. 2 aprilie 1963) este un pilot italian care a evoluat în Campionatul Mondial de Formula 1 în 1991 și 1993.

## Cariera în Formula 1
| Sezon | Echipă                            | Puncte | Loc clasament general |
| ----- | --------------------------------- | ------ | --------------------- |
| 1991  | Automobiles Gonfaronaise Sportive | 0      | -                     |
| 1993  | Minardi Team                      | 2      | 19                    |